# Pararistolochia zenkeri
Pararistolochia zenkeri är en piprankeväxtart som först beskrevs av Adolf Engler, och fick sitt nu gällande namn av Hutchinson & Dalziel. Pararistolochia zenkeri ingår i släktet Pararistolochia och familjen piprankeväxter. Inga underarter finns listade i Catalogue of Life.